# スピーナムランド制度
スピーナムランド制度（スピーナムランドせいど、英語: Speenhamland system）とは、18 - 19世紀のイギリスに存在した貧困補助制度である。
ベーシックインカム制度の失敗例として取り上げられることが多いが、「失敗」とした報告書に多くの批判がなされており、制度そのものの有効性・有害性ははっきりとしていない。

## 概要
スピーナムランド制度は、イギリス・バークシャー州スピーナムランド（en:Speenhamland, Berkshire）において1795年5月に決議された貧困補助制度である。貧困層はパンの値段と家族の人数に応じた援助を受け取ると定められた。

## 成立から廃止までの経緯
制度がつくられたスピーナムランド以外の町でも同様の制度が導入された（その範囲には議論がある)。
その後、イングランド全体での福祉費が上昇し福祉制度全体への不満が高まる中、いくつかの議会報告書（Parliamentary reports) が提出された。その中で最も後世に引用されたものは the Royal Commission Report of 1834 である。貧困補助制度を検討するこの報告書内でスピーナムランド制度の功罪が検証され、この報告書はスピーナムランド制度を「失敗」と結論付けている。
この報告書が提出された年の後半に新救貧法が可決され、地方自治体の制度であったスピーナムランド制度は廃止されることとなった。

## 報告書への批判・制度批判への批判
スピーナムランド制度はその「失敗」を、ベーシックインカム制度の失敗例としてしばしば引用される。
しかし、the Royal Commission Report of 1834 には多くの問題点・批判がある。特定の層からのみ聞き取り調査がおこなわれ、かつ大多数のデータが調査前に集められている（すなわち捏造）ことが指摘されている。
また、スピーナムランド制度そのものと救貧制度全体を混同した批判がしばしばおこなわれている。当時のイギリス（イングランド）では様々な救貧制度がおこなわれており、スピーナムランド制度はその一部である。救貧制度対象者のうちごく一部のみがスピーナムランド制度を適用されていたという議論がある。
スピーナムランド制度が導入された地区で逆に貧困が悪化した例が存在するが、同じ時期に近隣の「導入されていない地区」でも貧困が悪化している。すなわち制度そのものが貧困を悪化させたわけではない（当時のイギリスは大不況への突入期であった）。
スピーナムランド制度がそもそも「失敗」であったか、あるいはどのような有用性があったかはいまだ決着がついていない。